# Општина Сан Андрес Чолула (Пуебла)
Сан Андрес Чолула (шп. San Andrés Cholula) општина је у Мексику у савезној држави Пуебла. Општина се налази на надморској висини од 2140 м.

## Становништво
Према подацима из 2010. у општини је живело 100439 становника.

### Хронологија
| Година       | 2000                  | 2005                  | 2010                   |
| ------------ | --------------------- | --------------------- | ---------------------- |
| Становништво | 56066 (27298 / 28768) | 80118 (38738 / 41380) | 100439 (48650 / 51789) |

### Попис
| \| \| м \| \| \| ж \| \| 0—2 \| 2.770 \| \| \| 2.553 \| \| 3—5 \| 3.020 \| \| \| 2.970 \| \| 6—11 \| 6.266 \| \| \| 6.069 \| \| 12—14 \| 2.850 \| \| \| 2.793 \| \| 15—17 \| 2.986 \| \| \| 2.835 \| \| 18—24 \| 6.418 \| \| \| 7.017 \| \| 60+ \| 2.790 \| \| \| 3.318 \| \| Просек : \| 28,0 \| \| \| 29,2 \| |       |  |  |       |
| |       |  |  |       |
| | м     |  |  | ж     |
| 0—2 | 2.770 |  |  | 2.553 |
| 3—5 | 3.020 |  |  | 2.970 |
| 6—11 | 6.266 |  |  | 6.069 |
| 12—14 | 2.850 |  |  | 2.793 |
| 15—17 | 2.986 |  |  | 2.835 |
| 18—24 | 6.418 |  |  | 7.017 |
| 60+ | 2.790 |  |  | 3.318 |
| Просек : | 28,0  |  |  | 29,2  |

| #   | Индикатор                                                                                        | Вредност |
| --- | ------------------------------------------------------------------------------------------------ | -------- |
| 1   | Становништво од 0 до 2 године                                                                    | 5323     |
| 2   | Мушко становништво од 0 до 2 године                                                              | 2770     |
| 3   | Женско становништво од 0 до 2 године                                                             | 2553     |
| 4   | Становништво са 3 и више година                                                                  | 93770    |
| 5   | Мушко становништво са 3 и више година                                                            | 45202    |
| 6   | Женско становништво са 3 и више година                                                           | 48568    |
| 7   | Становништво са 5 и више година                                                                  | 89766    |
| 8   | Мушко становништво са 5 и више година                                                            | 43161    |
| 9   | Женско становништво са 5 и више година                                                           | 46605    |
| 10  | Становништво са 12 и више година                                                                 | 75445    |
| 11  | Мушко становништво са 12 и више година                                                           | 35916    |
| 12  | Женско становништво са 12 и више година                                                          | 39529    |
| 13  | Становништво са 15 и више година                                                                 | 69802    |
| 14  | Мушко становништво са 15 и више година                                                           | 33066    |
| 15  | Женско становништво са 15 и више година                                                          | 36736    |
| 16  | Становништво са 18 и више година                                                                 | 63981    |
| 17  | Мушко становништво са 18 и више година                                                           | 30080    |
| 18  | Женско становништво са 18 и више година                                                          | 33901    |
| 19  | Становништво од 3 до 5 година                                                                    | 5990     |
| 20  | Мушко становништво од 3 до 5 година                                                              | 3020     |
| 21  | Женско становништво од 3 до 5 година                                                             | 2970     |
| 22  | Становништво од 6 до 11 година                                                                   | 12335    |
| 23  | Мушко становништво од 6 до 11 година                                                             | 6266     |
| 24  | Женско становништво од 6 до 11 година                                                            | 6069     |
| 25  | Становништво од 8 до 14 година                                                                   | 13841    |
| 26  | Мушко становништво од 8 до 14 година                                                             | 7013     |
| 27  | Женско становништво од 8 до 14 година                                                            | 6828     |
| 28  | Становништво од 12 до 14 година                                                                  | 5643     |
| 29  | Мушко становништво од 12 до 14 година                                                            | 2850     |
| 30  | Женско становништво од 12 до 14 година                                                           | 2793     |
| 31  | Становништво од 15 до 17 година                                                                  | 5821     |
| 32  | Мушко становништво од 15 до 17 година                                                            | 2986     |
| 33  | Женско становништво од 15 до 17 година                                                           | 2835     |
| 34  | Становништво од 18 до 24 године                                                                  | 13435    |
| 35  | Мушко становништво од 18 до 24 године                                                            | 6418     |
| 36  | Женско становништво од 18 до 24 године                                                           | 7017     |
| 37  | Женско становништво од 15 до 49 година                                                           | 29820    |
| 38  | Становништво са 60 и више година                                                                 | 6108     |
| 39  | Мушко становништво са 60 и више година                                                           | 2790     |
| 40  | Женско становништво са 60 и више година                                                          | 3318     |
| 41  | Однос између мушкараца и жена                                                                    | 93.94    |
| 42  | Становништво од нуле до 14 година                                                                | 29291    |
| 43  | Становништво од 15 до 64 године                                                                  | 65777    |
| 44  | Становништво од 65 година и више                                                                 | 4025     |
| 45  | Просечан број деце                                                                               | 1.92     |
| 46  | Становништво рођено у ентитету                                                                   | 81480    |
| 47  | Мушко становништво рођено у ентитету                                                             | 39631    |
| 48  | Женско становништво рођено у ентитету                                                            | 41849    |
| 49  | Становништво рођено у другом ентитету                                                            | 16075    |
| 50  | Мушко становништво рођено у другом ентитету                                                      | 7555     |
| 51  | Женско становништво рођено у другом ентитету                                                     | 8520     |
| 52  | Становништво од 5 година и више резидентно у ентитету у јуну 2005. године                        | 82847    |
| 53  | Мушко становништво старосног доба од 5 година и више, резидентно у ентитету у јуну 2005. године  | 39797    |
| 54  | Женско становништво старосног доба од 5 и више година, резидентно у ентитету у јуну 2005. године | 43050    |
| 55  | Становништво од 5 година и више које је живело у другом ентитету у јуну 2005. године             | 5330     |
| 56  | Мушко становништво старије од 5 година које је живело у другом ентитету у јуну 2005. године      | 2544     |
| 57  | Женско становништво старије од 5 година које је живело у другом ентитету у јуну 2005. године     | 2786     |
| 58  | Становништво од 3 године и више које говори аутохтони језик                                      | 2813     |
| 59  | Мушко становништво старо 3 године и више које говори аутохтони језик                             | 1355     |
| 60  | Женско становништво старо 3 године и више које говори аутохтони језик                            | 1458     |
| 61  | Становништво од 3 године и више које говори аутохтони језик и не говори шпански језик            | 21       |
| 62  | Мушко становништво старо 3 године и више које говори аутохтони језик и не говори шпански         | 4        |
| 63  | Женско становништво старо 3 године и више које говори аутохтони језик и не говори шпански језик  | 17       |
| 64  | Становништво старо 3 године и више које говори аутохтони језик и шпански                         | 2476     |
| 65  | Мушко становништво старо 3 године и више које говори аутохтони језик и шпански                   | 1195     |
| 66  | Женско становништво старо 3 године и више које говори аутохтони језик и шпански                  | 1281     |
| 67  | Становништво од 5 година и више које говори аутохтони језик                                      | 2792     |
| 68  | Становништво од 5 година и више које говори аутохтони језик и не говори шпански језик            | 20       |
| 69  | Становништво од 5 година и више које говори аутохтони језик и говори шпански језик               | 2461     |
| 70  | Становништво у домородачким домаћинствима                                                        | 7608     |
| 71  | Становништво са ограничењима у активностима                                                      | 3079     |
| 72  | Становништво са ограниченим ходањем или кретањем, горе или доле                                  | 1327     |
| 73  | Становници са ограничењима вида, чак и уз кориштење сочива                                       | 1041     |
| 74  | Становништво са ограничењима говора, комуникације или конверзације                               | 272      |
| 75  | Становништво са ограниченим слухом                                                               | 265      |
| 76  | Становништво са ограничењима при одевању, купању или јелу                                        | 106      |
| 77  | Становништво са ограничењима у опажању или учењу једноставних ствари                             | 138      |
| 78  | Становништво са менталним ограничењима                                                           | 359      |
| 79  | Становништво без ограничења активности                                                           | 95177    |
| 80  | Становништво од 3 до 5 година које не похађа школу                                               | 1528     |
| 81  | Мушко становништво од 3 до 5 година које не похађа школу                                         | 750      |
| 82  | Женско становништво од 3 до 5 година које не похађа школу                                        | 778      |
| 83  | Становништво од 6 до 11 година које не похађа школу                                              | 291      |
| 84  | Мушко становништво од 6 до 11 година које не похађа школу                                        | 145      |
| 85  | Женско становништво од 6 до 11 година које не похађа школу                                       | 146      |
| 86  | Становништво од 12 до 14 година које не похађа школу                                             | 310      |
| 87  | Мушко становништво од 12 до 14 година које не похађа школу                                       | 182      |
| 88  | Женско становништво од 12 до 14 година које не похађа школу                                      | 128      |
| 89  | Становништво од 15 до 17 година похађа школу                                                     | 4454     |
| 90  | Мушко становништво од 15 до 17 година похађа школу                                               | 2229     |
| 91  | Женско становништво између 15 и 17 година живота у школи                                         | 2225     |
| 92  | Становништво од 18 до 24 године похађа школу                                                     | 5639     |
| 93  | Мушко становништво од 18 до 24 године похађа школу                                               | 2761     |
| 94  | Женско становништво од 18 до 24 године похађа школу                                              | 2878     |
| 95  | Становништво од 8 до 14 година које не може да чита и пише                                       | 283      |
| 96  | Мушко становништво старосног доба од 8 до 14 година које не може да чита и пише                  | 157      |
| 97  | Женско становништво старосног доби од 8 до 14 година које не може да чита и пише                 | 126      |
| 98  | Становништво од 15 година и више које је неписмено                                               | 2567     |
| 99  | Мушко становништво од 15 година и више које је неписмено                                         | 864      |
| 100 | Женско становништво од 15 година и више које је неписмено                                        | 1703     |
| 101 | Становништво старо 15 и више година без школовања                                                | 2549     |
| 102 | Мушко становништво старо 15 и више година без школовања                                          | 894      |
| 103 | Женско становништво старо 15 и више година без школовања                                         | 1655     |
| 104 | Становништво старосног доба 15 и више година са непотпуним основним образовањем                  | 6270     |
| 105 | Мушко становништво старосног доба од 15 година и више са непотпуном основним образовањем         | 2776     |
| 106 | Женско становништво старосног доба 15 и више година са непотпуном основним образовањем           | 3494     |
| 107 | Становништво старо 15 и више година са комплетним основним образовањем                           | 10924    |
| 108 | Мушко становништво старо 15 година и више са комплетним основним образовањем                     | 5066     |
| 109 | Женско становништво старо 15 и више година са комплетним основним образовањем                    | 5858     |
| 110 | Становништво старосног доба 15 и више година са непотпуним средњим образовањем                   | 2784     |
| 111 | Мушко становништво старосног доба од 15 година и више са непотпуним средњим образовањем          | 1602     |
| 112 | Женско становништво старосног доба од 15 година и више са непотпуним средњим образовањем         | 1182     |
| 113 | Становништво старо 15 и више година са пуним секундарном образовањем                             | 11953    |
| 114 | Мушко становништво старосног доба од 15 година и више са пуним секундарном образовањем           | 5807     |
| 115 | Женско становништво старосног доба од 15 година и више са пуним секундарном образовањем          | 6146     |
| 116 | Становништво старије од 18 година са постосновним образовањем                                    | 32744    |
| 117 | Мушко становништво старије од 18 година са постосновним образовањем                              | 15763    |
| 118 | Женско становништво старије од 18 година са постосновним образовањем                             | 16981    |
| 119 | Просечна оцена школовања                                                                         | 10.34    |
| 120 | Просечан ниво образовања мушке популације                                                        | 10.57    |
| 121 | Просечан ниво образовања женског становништва                                                    | 10.13    |
| 122 | Економски активно становништво                                                                   | 41829    |
| 123 | Економски активна мушка популација                                                               | 26594    |
| 124 | Економски активна женска популација                                                              | 15235    |
| 125 | Становништво које није економски активно                                                         | 33336    |
| 126 | Мушко становништво које није економски активно                                                   | 9191     |
| 127 | Женско становништво које није економски активно                                                  | 24145    |
| 128 | Запослено становништво                                                                           | 40679    |
| 129 | Запослено мушко становништво                                                                     | 25791    |
| 130 | Запослено женско становништво                                                                    | 14888    |
| 131 | Незапослена популација                                                                           | 1150     |
| 132 | Незапослена мушка популација                                                                     | 803      |
| 133 | Незапослена женска популација                                                                    | 347      |
| 134 | Становништво без права на здравствене услуге                                                     | 50597    |
| 135 | Становништво које има право на здравствене услуге                                                | 48140    |
| 136 | Становништво које има право на ИМСС                                                              | 26669    |
| 137 | Становништво које има право на социјално осигурање                                               | 3592     |
| 138 | Становништво које има право на државно социјално осигурање                                       | 1751     |
| 139 | Становништво које има право на опште осигурање или здравствено осигурање за нову генерацију      | 8813     |
| 140 | Становништво које је било једном или није било у браку током 12 година и више                    | 28216    |
| 141 | Венчано или уједињено становништво од 12 година и више                                           | 41203    |
| 142 | Становништво које је било у браку или уједињено 12 година и више                                 | 5847     |
| 143 | Становништво са католичком религијом                                                             | 87928    |
| 144 | Протестанти, еванђелисти и библијски следбеници различити од еванђелиста                         | 6764     |
| 145 | Становништво са другим религијама различитим од претходних                                       | 225      |
| 146 | Становништво без религије                                                                        | 2654     |
| 147 | Укупно пописаних домаћинства                                                                     | 24936    |
| 148 | Пописна домаћинства на челу са мушкарцима                                                        | 19080    |
| 149 | Пописна домаћинства на челу са женама                                                            | 5856     |
| 150 | Становништво у пописним домаћинствима                                                            | 98303    |
| 151 | Становништво у пописним домаћинствима на челу са мушкарцима                                      | 79142    |
| 152 | Становништво у пописним домаћинствима на челу са женама                                          | 19161    |
| 153 | Укупно домаћинстава                                                                              | 32405    |
| 154 | Укупно насељених домаћинстава                                                                    | 25384    |
| 155 | Укупно приватних кућа                                                                            | 31957    |
| 156 | Насељени приватни домови                                                                         | 24936    |
| 157 | Укупно насељених приватних кућа                                                                  | 25371    |
| 158 | Ненасељене приватне куће                                                                         | 4521     |
| 159 | Појединачна домаћинства за привремену употребу                                                   | 2500     |
| 160 | Становници у насељеним приватним кућама                                                          | 98303    |
| 161 | Насељеност станара у приватним становима                                                         | 3.94     |
| 162 | Просечно становника по соби у приватним насељеним домаћинствима                                  | 0.91     |
| 163 | Појединачна домаћинства са подовима од различитих материјала од земље                            | 23867    |
| 164 | Појединачна домаћинства у приземљу                                                               | 791      |
| 165 | Појединачна домаћинства са једном спаваћом собом                                                 | 7070     |
| 166 | Појединачна домаћинства са две спаваће собе и више                                               | 17733    |
| 167 | Појединачна домаћинства са једним собом                                                          | 1282     |
| 168 | Појединачна домаћинства са две собе                                                              | 2832     |
| 169 | Појединачна домаћинства са 3 собе и више                                                         | 20648    |
| 170 | Појединачна домаћинства која имају електрично светло                                             | 24724    |
| 171 | Појединачна домаћинства која немају електрично светло                                            | 86       |
| 172 | Појединачна домаћинства која имају водоводну воду у стамбеном простору                           | 12378    |
| 173 | Појединачна домаћинства која немају водоводну воду у стамбеном простору                          | 12349    |
| 174 | Појединачна домаћинства која имају тоалет                                                        | 24260    |
| 175 | Појединачна домаћинства која имају канализацију                                                  | 23843    |
| 176 | Појединачна домаћинства која немају канализацију                                                 | 855      |
| 177 | Појединачна домаћинства која имају електрично светло, довод воде из јавне мреже и канализацију   | 12316    |
| 178 | Појединачна домаћинства без икаквих услова                                                       | 191      |
| 179 | Појединачна домаћинства која имају радио                                                         | 21917    |
| 180 | Појединачна домаћинства која имају телевизор                                                     | 23982    |
| 181 | Појединачна домаћинства која имају фрижидер                                                      | 21144    |
| 182 | Појединачна домаћинства која имају машину за веш                                                 | 16604    |
| 183 | Појединачна домаћинства која имају аутомобил или комби                                           | 14234    |
| 184 | Појединачна домаћинства која имају рачунар                                                       | 11774    |
| 185 | Појединачна домаћинства која имају фиксну телефонску линију                                      | 15040    |
| 186 | Појединачна домаћинства која имају мобилни телефон                                               | 18379    |
| 187 | Појединачна домаћинства која имају приступ интернету                                             | 9837     |